# Acoustic (John Lennon)
Acoustic is een compilatiealbum van John Lennons demo's, studio- en live-optredens met zijn akoestische gitaarwerk dat werd uitgebracht in 2004. Hoewel het niet in de hitlijsten van het Verenigd Koninkrijk belandde, bereikte Acoustic nummer 31 in de Verenigde Staten met een verkoop van 27.858 exemplaren, en werd daarmee John Lennons best geklasseerde postume release in de VS sinds de Imagine: John Lennon soundtrack uit 1988. Dat album stond acht weken in de hitlijsten.
In overeenstemming met het algemene thema van het album bevat het bijbehorende boekje van het album de liedteksten en gitaarakkoorden voor elk nummer, alsmede een akkoordenindex op de laatste pagina.

## Tracklist
| Nr.          | Titel                              | Duur  |
| ------------ | ---------------------------------- | ----- |
| 1.           | "Working Class Hero"               | 3:58  |
| 2.           | "Love"                             | 2:30  |
| 3.           | "Well Well Well"                   | 1:14  |
| 4.           | "Look at Me"                       | 2:49  |
| 5.           | "God"                              | 2:38  |
| 6.           | "My Mummy's Dead"                  | 1:13  |
| 7.           | "Cold Turkey"                      | 3:26  |
| 8.           | "The Luck of the Irish"            | 3:41  |
| 9.           | "John Sinclair"                    | 3:22  |
| 10.          | "Woman Is the Nigger of the World" | 0:39  |
| 11.          | "What You Got"                     | 2:24  |
| 12.          | "Watching the Wheels"              | 3:04  |
| 13.          | "Dear Yoko"                        | 4:05  |
| 14.          | "Real Love"                        | 4:00  |
| 15.          | "Imagine"                          | 3:08  |
| 16.          | "It's Real"                        | 1:04  |
| Totale duur: | Totale duur:                       | 44:00 |

## Ontvangst
Het album kreeg veel kritiek van zowel critici als fans, omdat negen van de zestien tracks al eerder waren uitgebracht op de John Lennon Anthology box-set uit 1998, terwijl de overige zeven opnames al jaren beschikbaar waren op verschillende bootleg CD's.